# Bloomfield Township (Sheridan County, Kansas)
Bloomfield Township is een township in Sheridan County, Kansas, Verenigde Staten. Volgens de volkstelling van 2010 had het 34 inwoners.